# Station Zadní Třebaň
Station Zadní Třebaň is een spoorwegstation in de Tsjechische gemeente Zadní Třebaň, zo'n 15 kilometer ten zuidwesten van Praag. Het station ligt aan spoorlijn 171 die van Praag naar Beroun loopt. Ter hoogte van het station is er een aftakking van lijn 171 naar het zuiden, naar Lochovice. Het station wordt beheerd door de nationale spoorwegonderneming České dráhy in samenwerking met de Staatsorganisatie voor spoorweginfrastructuur (SŽDC).

## Treinverkeer
Vanaf station Zadní Třebaň kan men in de volgende richtingen reizen:
- lijn 171: Zadní Třebaň - Praag
- lijn 171: Zadní Třebaň - Beroun (verder naar Pilsen)
- lijn 172: Zadní Třebaň - Lochovice (verder naar Příbram)

Praha hlavní nádraží ↔ Praha-Smíchov ↔ Praha-Velká Chuchle ↔ Praha-Radotín ↔ Černošice ↔ Černošice-Mokropsy ↔ Všenory ↔ Dobřichovice ↔ Řevnice ↔ Zadní Třebaň ↔ Karlštejn ↔ Srbsko ↔ Beroun